# Manhattan (cocktail)
Pour les articles homonymes, voir Manhattan (homonymie).
Un Manhattan ou cocktail Manhattan est un cocktail officiel de l'IBA de type short drink qui peut se servir en apéritif, à base de whiskey, vermouth rouge, et d'amer. Il est baptisé du nom de Manhattan, un des cinq arrondissements de New York aux États-Unis.

## Histoire

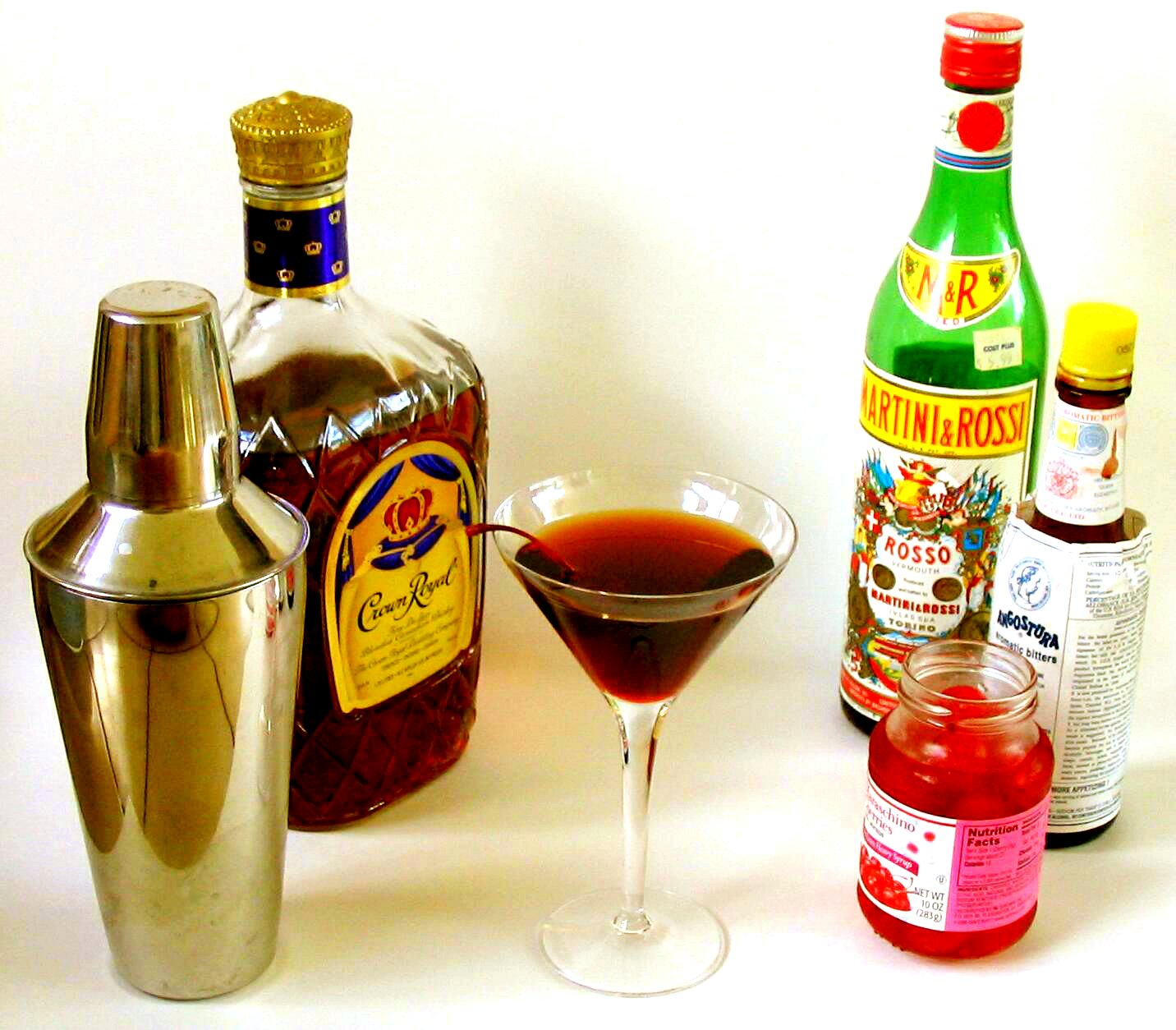
Un Manhattan et ses ingrédients : whisky, vermouth, amer, et cerise.

La légende new-yorkaise prétend que cette boisson a été créée au Manhattan Club (social club) (en) de New York, lors d'un banquet donné par Lady Randolph Churchill (mère du Premier ministre britannique sir Winston Churchill) en l'honneur du candidat à l'élection présidentielle américaine de 1876 Samuel Jones Tilden. Ce cocktail devint à la mode à la suite du succès de ce banquet, et fut baptisé du nom du club d'où il provenait (le « cocktail du Manhattan »). Cependant, des références plus anciennes de cocktail Manhattan servi dans l'île de Manhattan ont été trouvées depuis par des spécialistes en histoire des cocktails.
Ce cocktail est classé N°2 de la liste « The World's 10 Most Famous Cocktails in 1934 » (Les 10 cocktails les plus célèbres du monde en 1934) derrière le Martini (cocktail) (N°1), du guide de cocktail de référence Burke's complete cocktail & drinking recipes : With recipes for food bits for the cocktail hour, du barman Harman Burney Burke, de 1941.
Le Manhattan est l'une des cinq variantes de cocktails nommés du nom des cinq arrondissements de New York (Manhattan, Brooklyn, Queens, Bronx, et Staten Island, liste des cocktails nommés d'après les arrondissements de New York) avec :

Les cinq arrondissements de New York : Manhattan, Brooklyn, Queens, Bronx, et Staten Island (liste des cocktails nommés d'après les arrondissements de New York).

- Brooklyn (cocktail), whisky, vermouth, marasquin, Picon
- Bronx (cocktail), gin, vermouth rouge et blanc, jus d'orange
- Queens (cocktail), gin, vermouth rouge et blanc, jus d'ananas
- Staten Island Ferry (cocktail), Malibu (rhum à la noix de coco), jus d'ananas

Les New York Sour ou Long Island Iced Tea sont entre autres également baptisés du nom de la ville de New York.

## Ingrédients IBA
- 5 cl de whisky (rye whisky de seigle, ou de whisky canadien)
- 2 cl de vermouth rouge
- 1 trait d'Angostura

## Recette
La recette la plus répandue se compose d'un mélange à la cuillère, avec des glaçons, de 5 cl de whisky (traditionnellement du rye whisky à base de seigle, ou de bourbon), puis de 2 cl de vermouth rouge, et d'un trait d'amer. Verser en filtrant le mélange dans un verre à cocktail glacé, servi avec une cerise au marasquin pour la décoration.

## Variantes
Il existe de nombreuses variantes de ce cocktail, avec parmi les plus connues : 
- le Rob Roy avec du whisky écossais ;
- le dry Manhattan où le vermouth rouge est remplacé par du vermouth dry ;
- le perfect Manhattan à parts égales de vermouth rouge et dry ;
- le Cuban Manhattan,  un perfect Manhattan avec du rhum noir comme principal composant ;
- le Florida Manhattan où la cerise est remplacée par une tranche de citron ;
- le latin Manhattan qui est composé de parts égales de rhum blanc, de vermouth rouge et dry et d'une giclée de marasquin ;
- le sake Manhattan composé d'une part de saké pour deux parts de rye whisky, accompagné d'une cerise ;
- le Seizième avec du Calvados.